# أليس أميرة المملكة المتحدة
أليس أميرة المملكة المتحدة
 (بالإنجليزية: Alice of Saxe-Coburg and Gotha)
هي أليس مود ماري أميرة لويس ودوقة هيس العظمى، والراين بزواجها. عاشت بين 25 إبريل 1843م - 14 ديسمبر 1878م، وكانت الثالثة بين أبناء الملكة فيكتوريا والأمير ألبرت عمومًا، والثانية بين البنات على وجه الخصوص.

## اقرأ أيضًا
- فستان زفاف الأميرة أليس